# Jelena Ruzina
Jelena Ivanovna Ruzina (ryska: Елена Ивановна Рузина), född den 3 april 1964, är en sovjetisk/rysk före detta friidrottare som tävlade i kortdistanslöpning.
Ruzinas främsta merit i karriären kom som en del av sovjetiska och ryska lag på 4 x 400 meter. Hennes kanske största merit var guldet vid Olympiska sommarspelen 1992 då hon tillsammans med Ljudmila Dzjigalova, Olga Nazarova och Olga Bryzgina vann guldet före USA.
Individuellt var hon i semifinal på 400 meter vid samma mästerskap men tog sig inte vidare till finalen.

## Personliga rekord
- 400 meter - 51,14 från 1993